# Sodmon Dałantinow-Mangatow
Sodmon Dałantinow-Mangatow, ros. Содмон Далантинов-Мангатов (ur. 16 października 1908 r. w stanicy Denisowskaja w Obwodzie Wojska Dońskiego, zm. 14 czerwca 1963 r. w Filadelfii) – emigracyjny kałmucki działacz narodowy, sekretarz generalny Kałmuckiego Komitetu Narodowego podczas II wojny światowej.
W połowie listopada 1920 r. jego rodzina wraz z wojskami Białych została ewakuowana z Krymu do Gallipoli. Na emigracji zamieszkała w Królestwie SHS. Sodmon Dałantinow-Mangatow uczył się w rosyjskim korpusie kadetów im. cara Aleksandra III. Po przeniesieniu się do Czechosłowacji ukończył w Pradze rosyjskie gimnazjum realne, zaś w 1935 r. miejscową politechnikę. Powrócił do Belgradu, gdzie pracował jako inżynier. Po zajęciu Jugosławii przez wojska niemieckie w kwietniu 1941 r., przybył do Berlina. Od wiosny 1943 r. pełnił funkcję sekretarza generalnego Kałmuckiego Komitetu Narodowego. Po zakończeniu wojny przebywał w obozach dla przesiedleńców. W latach 1946–1947 był kierownikiem obozu dla Kałmuków w Pfaffenhofen an der Ilm, przeniesionego w 1948 r. do Ingolstadt. W obozie stał też na czele szkoły rzemieślniczej. Następnie wyemigrował do USA. W Filadelfii zorganizował Stowarzyszenie Kałmuckie "Bratstwo" ("Братство") i osadę pod miastem dla rodzin kałmuckich. Pracował jako inżynier-konsultant.